# Drahanivka, Cemerivți
Drahanivka (în ucraineană Драганівка) este un sat în comuna Zariceanka din raionul Cemerivți, regiunea Hmelnîțkîi, Ucraina.

## Demografie
Componența lingvistică a localității Drahanivka
     Ucraineană (99,63%)
     Alte limbi (0,37%)
Conform recensământului din 2001, majoritatea populației localității Drahanivka era vorbitoare de ucraineană (99,63%), existând în minoritate și vorbitori de alte limbi.